# مها جعفر

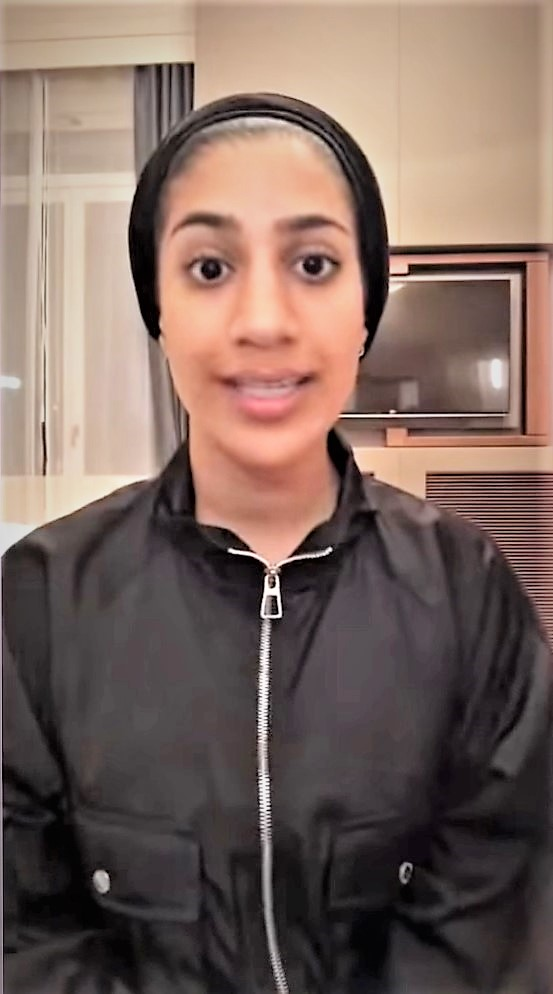
مها جعفر

مها جعفر (ولدت عام 1994) هي طبيبة أسنان ومقدمة محتوى على اليوتيوب سودانية عراقية. تعيش مها جعفر في مدينة دبي بدولة الإمارات العربية المتحدة، حيث اشتهرت بكونها شخصية مؤثرة على منصات التواصل الاجتماعي وسفيرة موقع اليوتيوب لخالقي التغيير. أول فيديو ناجح لها تم تداوله بصورة واسعة في 2016 ومن بعدها أصبحت تعرف باسهاماتها في التنوع الثقافي، ومساهمتها في التعريف بالاختلافات بين اللهجات العربية المختلفة في الدول المتحدثة بالعربية في العالم العربي. تسهم جعفر من خلال فيديوهاتها على منصات التواصل الاجتماعي في محاربة العنصرية، و خطاب الكراهية ورهاب الأجانب. تم تعيينها في 2020 من قبل اليونسيف كسفيرة لحقوق الأطفال في السودان.

## السيرة الذاتية والمسيرة العملية
أشارت مقالة في مجلة ناشونال الامارات العربية المتحدة إلى أن جعفر نشأت في إمارة الشارقة. حيث تخرجت من كلية طب الأسنان بجامعة عجمان. في أثناء دراستها ابتدأت جعفر إنتاج فيديوهات على اليوتيوب كجزء من التسلية مع أصدقائها، حيث أشارت تقارير من البي بي سي للفيديوهات المتصدرة أن أول فيديو لجعفر في 2016 كان عن عمل كوميدي يستعرض ويحاكي عدد من التنميطات العربية والذي حقق أكثر من 1.7 مليون مشاهدة.
بسبب نجاح فيديوهات جعفر تم دعوتها في عام 2018 لمؤتمر صانعي التغيير في لندن بالمملكة المتحدة حيث قامت بإجراء مقابلة مع الناشطة في مجال التعليم والحائزة على جائزة نوبل ملالا يوسفزي، حيث قامت جعفر في 2018 بإنتاج فيديو عن الثقافات المختلفة في السودان حيث أطلقت عليه اسم سَلمك «رسالة حب من السودان» والذي حاز على أكثر من 3.9 مليون مشاهدة حسب تقارير اليونسيف.
في نوفمبر 2020 تم تسمية جعفر بواسطة اليونسيف سفيرة حقوق الأطفال في السودان، حيث تعمل من خلال دورها كسفيرة على رفع الوعي حول حقوق الأطفال.
تشير تقارير اليونسيف السودان إلى عدد من القضايا فيما يخص حقوق الأطفال والتي تؤثر على الأطفال بشكل مباشر مثل الحق في التعليم، و الحق في الصحة والتغذية وآثار الفقر والعنصرية. وقضايا الحماية من العنف والإساءة الجنسية.

## روابط خارجية
- برنامج مها جعفر علي اليوتيوب مع ترجمه نصية بالإنجليزية
- فيديو عن الطاقة الشمشية في اليوتيوب بلهجات مختلفة
- فيديوهات عن الفيديوهات المتصدرة علي البي بي سي
- زيارة مها جعفر مع فريق اليونسيف لمتاثري الفيضانات في السودان في 2019